# NDFIP2
La proteína 2 que interactúa con la familia NEDD4 es una proteína que en humanos está codificada por el gen NDFIP2.Su nombre oficial completo es Ligasa de proteína ubiquitina NEDD4 E3. Este gen es el miembro fundador de la familia NEDD4 de ligasas de ubiquitina HECT. Tiene un papel crucial en la regulación de múltiples procesos celulares, entre ellos el transporte y la degradación de proteínas a través del sistema de ubiquitinación. La regulación anormal de la proteína NEDD4 se ha relacionado con el desarrollo y la progresión del cáncer. Además, desempeña un papel fundamental en la regulación de varios receptores de membrana, componentes de la maquinaria endocítica y el supresor tumoral PTEN.
Podemos decir que es, por lo tanto, esencial en la homeostasis celular y en la respuesta al daño tanto en tejidos normales como en varios tipos de cáncer, siendo una proteína que todavía se encuentra en investigación. 

## Interacciones
Se ha demostrado que NDFIP2 interactúa con NEDD4.

## Estructura de la proteína
La proteína codificada contiene un dominio C2 de unión a calcio y fosfolípidos en el extremo N-terminal seguido de múltiples dominios WW ricos en triptófano y un dominio catalítico de ligasa de ubiquitina HECT en el extremo C-terminal.